# Ariel Gade
Ariel Gade (San José (Califórnia), 1 de maio de 1997) é uma atriz norte-americana. Fez sua primeira aparição na TV atuando em um episódio da série Strong Medicine, sua estreia no cinema foi no filme de Barry Levinson, Envy em 2004.
Seu segundo papel no cinema foi como "Ceci Williams" em Dark Water de 2005, onde atuou ao lado de Jennifer Connelly. Ainda em 2005, Ariel adquiriu o papel de "Rose Varon" na série de Shaun Cassidy, Invasion.

## Filmografia
| Filmes      | Filmes                             | Filmes                  | Filmes       |
| Ano         | Título                             | Papel                   | Notas        |
| ----------- | ---------------------------------- | ----------------------- | ------------ |
| 2003        | Then Came Jones                    | Kaitlin                 | Para TV      |
| 2004        | Envy (2004)                        | Lula Dingman            |              |
| 2005        | Dark Water                         | Cecilia 'Ceci' Williams |              |
| 2007        | AVPR: Aliens vs Predator - Requiem | Molly                   |              |
| 2009        | Call of the Wild                   | Ryann Hale              |              |
| 2010        | Some Guy Who Kills People          | Amy Wheeler             |              |
| 2011        | When a Stranger Calls              | Kate Nville             |              |
| Televisão   |                                    |                         |              |
| Ano         | Título                             | Papel                   | Notas        |
| 2003        | Strong Medicine                    | Jewel Wheeler           | 1 episódio   |
| 2005 / 2006 | Invasion                           | Rose Varon              | 21 episódios |
| 2009        | Meteor (minissérie)                | M. Keely Payne          | 2 episódios  |
| 2009        | NCIS: Los Angeles                  | Emma Perez              | 1 episódio   |

## Prêmios e indicações
| Prêmios | Prêmios   | Prêmios             | Prêmios                                                                        | Prêmios  |
| Ano     | Resultado | Premiação           | Categoria                                                                      | Título   |
| ------- | --------- | ------------------- | ------------------------------------------------------------------------------ | -------- |
| 2006    | Indicada  | Young Artist Awards | Melhor Performance em Série de TV (Comédia ou Drama) - Atriz Mirim Até 10 Anos | Invasion |